# Apomys zambalensis
Apomys zambalensis  (Heaney & Al., 2011) è un roditore della famiglia dei Muridi endemico dell'isola di Luzon, nelle Filippine.

## Descrizione

### Dimensioni
Roditore di piccole dimensioni, con la lunghezza totale tra 256 e 311 mm, la lunghezza della coda tra 123 e 158 mm, la lunghezza del piede tra 35 e 40 mm, la lunghezza delle orecchie tra 20 e 23 mm e un peso fino a 112 g.

### Aspetto
La pelliccia è corta. Le parti superiori sono color ruggine brillante, mentre le parti inferiori sono color ocra, con la base dei peli grigia e la punta bianca. Le orecchie sono grandi. Il dorso dei piedi è bianco, cosparso di pochi peli scuri. La coda è lunga quanto la testa ed il corpo, è scura sopra e bianca sotto.

## Biologia

### Comportamento
È una specie terricola e notturna.

### Alimentazione
Si nutre di vermi, altri invertebrati e semi.

## Distribuzione e habitat
Questa specie è diffusa sul Monte Tapulao e il Monte Natib, nella parte nord-occidentale dell'Isola di Luzon, nelle Filippine.
Vive nelle foreste montane e secondarie tra 860 e 1.690 metri di altitudine.

## Conservazione
Questa specie, essendo stata scoperta solo recentemente, non è stata sottoposta ancora a nessun criterio di conservazione.